# Hans Eijsackers
Hans Eijsackers (Den Haag, 15 februari 1967) is een Nederlands pianist en componist. 

## Opleiding
Hans Eijsackers studeerde bij onder anderen Gérard van Blerk, Jan Wijn en György Sebök. In 1992 behaalde hij het diploma Uitvoerend Musicus met Onderscheiding aan het Sweelinck Conservatorium in Amsterdam. Na zijn studie werd hij uitgenodigd te komen studeren aan de European Mozart Academy in Kraków, waaruit optredens voortvloeiden in Boedapest, Zuidoost-Azië, Cornwall en New York.

## Prijzen en onderscheidingen
Hij was winnaar van de Rotterdamse Piano-3-daagse, het Prinses Christinaconcours en het Europees Pianoconcours in 1991 in Luxemburg, waar hij in de finale het pianoconcert nr. 2 van Rachmaninov vertolkte. Tevens ontving hij tweemaal de Zilveren Vriendenkrans van het Concertgebouw in Amsterdam.

## Activiteiten
Hij was van 2000 tot 2007 pianist van het Hexagon Ensemble, waarmee hij behalve in Nederland geregeld speelde in de Verenigde Staten en Londen (Wigmore Hall).
Naast zijn werk als docent hoofdvak piano en kamermuziek aan de conservatoria van Tilburg en Den Haag treedt hij veelvuldig op als solist, kamermusicus en liedbegeleider.
Afgelopen jaren was hij te horen met de soloprogramma's “Hommage” & "Bella Italia", en in pianoconcerten van Beethoven (3 en 4) en Rachmaninov (2). Verder speelt hij solowerken van o.a. Francis Poulenc en Eric Satie en pianoconcerten van Mozart, met Holland Symfonia, Brahms, met De Philharmie van Chemnitz en Martinu, met het Nederlands Kamer Orkest.
Sinds een gezamenlijke tour in de serie Rising Stars in 2001, met onder meer recitals in Carnegie Hall, New York en Wigmore Hall, Londen, vormt hij een duo met klarinettist Lars Wouters van den Oudenweijer. Zij namen een Cd op met de complete sonates van Max Reger.
Hans Eijsackers is een veelgevraagd liedbegeleider. Hij trad veelvuldig op met Xenia Meijer, Geert Smits en Henk Neven. Tevens is hij vaste pianist bij het Internationaal Vocalisten Concours in 's-Hertogenbosch. Samen met Henk Neven won hij in mei 2008 de Mees Pierson Prijs.
Hij was afgelopen jaren gast bij het Orlando Festival, het Grachten Festival, het Gergiev Festival, het Festival di Musica Classica di Linari en het Toon Festival. Sinds 2007 is hij ook artistiek leider van het “Uitgast Festival”, een muzikaal zomers openluchtevenement in het Natuurpark in Lelystad.
Eijsackers is vanaf oktober 2013 Professur Liedgestaltung aan de Robert-Schumann-Hochschule Düsseldorf.
- Bibliothèque nationale de France: cb16589769k (data)
- Gemeinsame Normdatei: 133682897
- International Standard Name Identifier: 0000 0000 2240 1738
- Library of Congress Control Number: no2009174016
- MusicBrainz: dc546d44-7f55-471a-a9ae-912fbacce411
- Nationale Bibliotheek van Israël: 987007332849505171
- Virtual International Authority File: 15967431
- WorldCat: E39PBJdCkWwDRjrvtkMDPdKWXd